# Copa Montevidéu
A Copa Montevidéu (ou Copa Montevideo conforme o nome original em castelhano) foi uma tradicional competição internacional de futebol, não oficial, realizada em Montevidéu, no Uruguai, durante o verão (meses de janeiro e fevereiro).

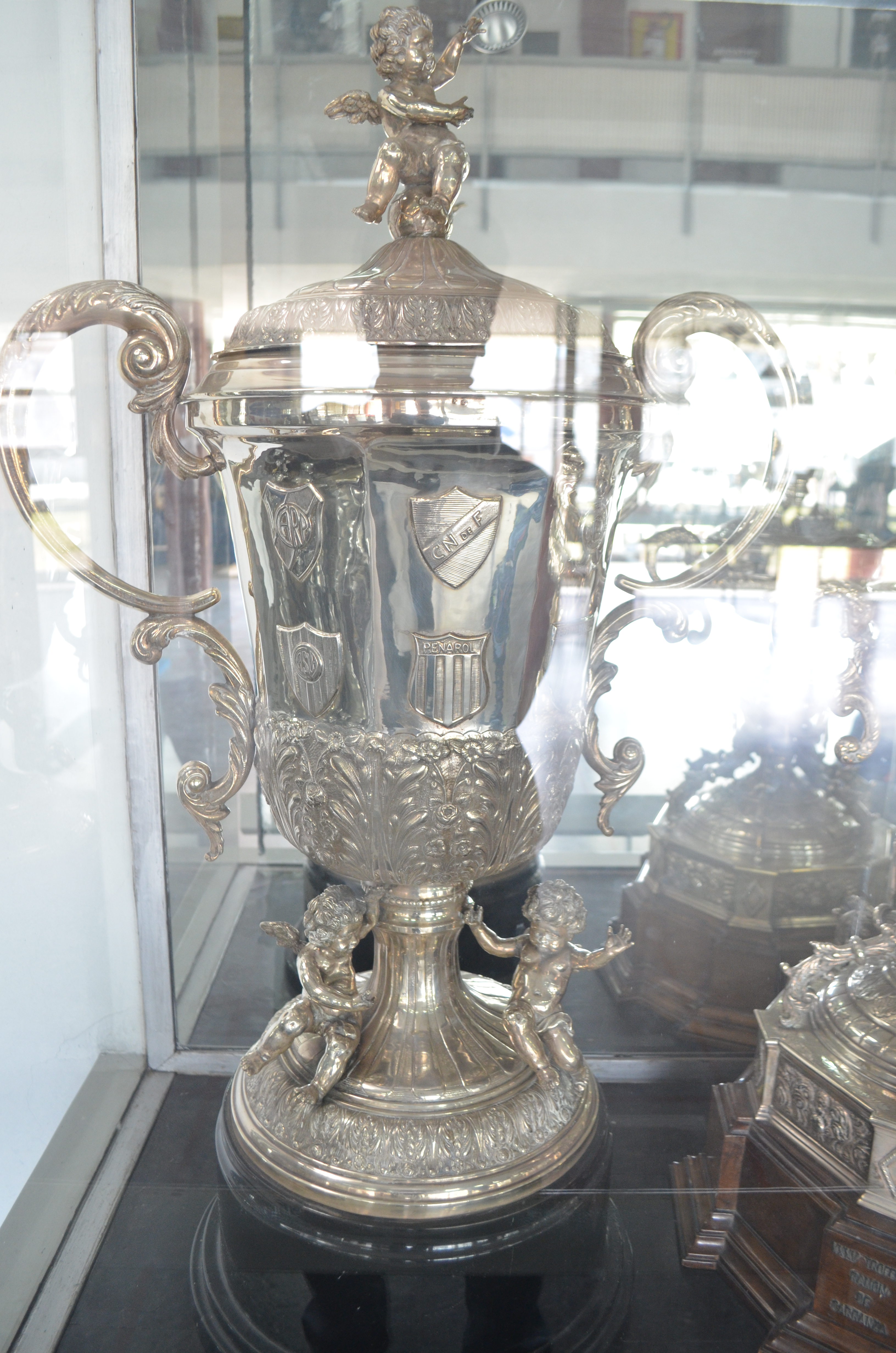
Taça da competição exposta pelo Nacional.

As edições de 1953 e 1954 não são apontadas por alguns como amistosas, e para estes seriam como uma precursora do atual mundial de clubes. Como na Copa Rio, todos os jogos foram arbitrados por ingleses (è importante especificar, porém, que os clubes vencedores deste evento nunca receberam a chancela FIFA de clubes campeões mundiais). Nela sempre participaram os dois clubes mais vitoriosos do Uruguai, Nacional e Peñarol, patrocinadores da competição, somados a outros clubes de prestígio da América do Sul e da Europa, representando Argentina, Brasil, Chile, Paraguai, Peru, Áustria, Iugoslávia, Suécia, Tchecoslováquia e URSS, um total de onze nações representadas nas cinco edições realizadas.[carece de fontes?]

## Sistema de competição
O sistema de competição foi em formato da liga (todos contra todos). As edições de 1953 e 1954 tiveram 8 participantes, enquanto nas demais edições 6 equipes fizeram parte da disputa.[carece de fontes?]

## Campeonatos
| Año  | Campeão            | Vice campeão                   | Terceiro lugar              | Quarto lugar           |
| ---- | ------------------ | ------------------------------ | --------------------------- | ---------------------- |
| 1953 | Nacional · Uruguai | Botafogo · Brasil              | Peñarol · Uruguai           | First Vienna · Áustria |
| 1954 | Peñarol · Uruguai  | Nacional · Uruguai             | Fluminense · Brasil         | Alianza Lima · Peru    |
| 1969 | Nacional · Uruguai | Slovan Bratislava · Eslováquia | Vélez Sarsfield · Argentina | Peñarol · Uruguai      |
| 1970 | Nacional · Uruguai | Peñarol · Uruguai              | San Lorenzo · Argentina     | Corinthians · Brasil   |
| 1971 | Peñarol · Uruguai  | Nacional · Uruguai             | San Lorenzo · Argentina     | Cruzeiro · Brasil      |

## Títulos por clube
| Clube             | Campeão              | Vice campeão   | Terceiro colocado | Quarto colocado |  |
| ----------------- | -------------------- | -------------- | ----------------- | --------------- |  |
| Nacional          | 3 (1953, 1969, 1970) | 2 (1954, 1971) |                   |                 |  |
| Peñarol           | 2 (1954, 1971)       | 1 (1970)       | 1 (1953)          | 1 (1969)        |  |
| Botafogo          |                      | 1 (1953)       |                   |                 |  |
| Slovan Bratislava |                      | 1 (1969)       |                   |                 |  |
| San Lorenzo       |                      |                | 2 (1970, 1971)    |                 |  |
| Fluminense        |                      |                | 1 (1954)          |                 |  |
| Vélez Sarsfield   |                      |                | 1 (1969)          |                 |  |
| First Vienna      |                      |                |                   | 1 (1953)        |  |
| Alianza Lima      |                      |                |                   | 1 (1954)        |  |
| Corinthians       |                      |                |                   | 1 (1970)        |  |
| Cruzeiro          |                      |                |                   | 1 (1971)        |  |

## Tabela histórica
| POS | CLUBES            |  | PJ | PG | PE | PP | GF | GC | DIF | PTS |
| --- | ----------------- |  | -- | -- | -- | -- | -- | -- | --- | --- |
| 1   | Nacional          |  | 29 | 21 | 5  | 3  | 76 | 34 | 42  | 47  |
| 2   | Peñarol           |  | 29 | 20 | 3  | 6  | 69 | 30 | 39  | 43  |
| 3   | Fluminense        |  | 14 | 5  | 4  | 5  | 24 | 17 | 7   | 14  |
| 4   | San Lorenzo       |  | 10 | 5  | 2  | 3  | 26 | 24 | 2   | 12  |
| 5   | Botafogo          |  | 7  | 5  | 1  | 1  | 14 | 5  | 9   | 11  |
| 6   | Vélez Sarsfield   |  | 9  | 4  | 1  | 4  | 16 | 20 | -4  | 9   |
| 7   | First Vienna      |  | 7  | 3  | 1  | 3  | 13 | 12 | 1   | 7   |
| 8   | Slovan Bratislava |  | 5  | 3  | 1  | 1  | 9  | 8  | 1   | 7   |
| 9   | Alianza Lima      |  | 7  | 3  | 1  | 3  | 12 | 16 | -4  | 7   |
| 10  | Rapid Viena       |  | 7  | 3  | 0  | 4  | 10 | 12 | -2  | 6   |
| 11  | Cruzeiro          |  | 5  | 2  | 1  | 2  | 13 | 9  | 4   | 5   |
| 12  | Corinthians       |  | 5  | 1  | 2  | 2  | 7  | 5  | 2   | 4   |
| 13  | River Plate       |  | 5  | 2  | 0  | 3  | 11 | 15 | -4  | 4   |
| 14  | Dinamo Zagreb     |  | 7  | 1  | 2  | 4  | 6  | 10 | -4  | 4   |
| 15  | America           |  | 7  | 2  | 0  | 5  | 9  | 15 | -6  | 4   |
| 16  | Norrköping        |  | 7  | 2  | 0  | 5  | 5  | 11 | -6  | 4   |
| 17  | Torpedo Moscou    |  | 5  | 1  | 1  | 3  | 6  | 10 | -4  | 3   |
| 18  | Colo-Colo         |  | 7  | 1  | 1  | 5  | 11 | 20 | -9  | 3   |
| 19  | Sportivo Luqueño  |  | 7  | 1  | 1  | 5  | 8  | 27 | -19 | 3   |
| 20  | Independiente     |  | 4  | 1  | 0  | 3  | 7  | 10 | -3  | 2   |
| 21  | Presidente Hayes  |  | 7  | 0  | 1  | 6  | 4  | 18 | -14 | 1   |
| 22  | Inter Bratislava  |  | 5  | 0  | 0  | 5  | 6  | 16 | -10 | 0   |
| 23  | Estrela Vermelha  |  | 5  | 0  | 0  | 5  | 3  | 19 | -16 | 0   |